# إيلي هيرنغ
إيلي هيرنغ (بالإنجليزية: Eli Herring)‏ هو لاعب كرة قدم أمريكية أمريكي، ولد في 1969.